# Rally de Tierra de Madrid de 2020
El Rally de Tierra de Madrid de 2020 fue la primera edición, la quinta ronda de la temporada 2020 del Súper Campeonato de España de Rally y la tercera del Campeonato de España de Rally de Tierra. Se celebró del 13 al 14 de noviembre y contó con un itinerario de ocho tramos que sumaban un total de 90 km cronometrados.
La prueba se convirtió en un duelo entre Nil Solans y Pepe López que pelearon por la victoria y además en el caso de Solans, llegaba líder del campeonato de tierra con claras opciones a adjudicarse el título. López empezó liderando la prueba y según avanzó la mañana los caminos se fueron convirtiendo en un barrizal provocando incluso la neutralización del séptimo tramo. Solans sufrió un susto y cedió quince segundos pero logró remontar y alcanzar a su rival y colocarse líder momentáneamente. Por la tarde López reaccionó, se puso de nuevo en cabeza y se llevó la victoria  con una ventaja de solo siete segundos dejando casi sentenciado el S-CER a falta de solo la cita de Canarias. Por su parte Solans fue segundo y se proclamó campeón de España de tierra. El podio lo completó José Luis Peláz que llegó a meta con el frotnal de su Peugeot roto debido al mal estado de los tramos. Alex Villanueva que fue cuarto se aseguró el subcampeonato mientras que su copiloto Xavi Amigó se proclamó campeón de copilotos.

## Itinerario
| Día   | Tramo | Nombre | Distancia | Hora  | Ganador    | Tiempo    | Líder      |
| ----- | ----- | ------ | --------- | ----- | ---------- | --------- | ---------- |
| Día 1 | TC1   | A1     | 10.00 km  | 08:00 | Pepe López | 6:41.0    | Pepe López |
| Día 1 | TC2   | B1     | 11.72 km  | 08:23 | Nil Solans | 7:49.8    | Pepe López |
| Día 1 | TC3   | A2     | 10.00 km  | 10:11 | Nil Solans | 6:22.0    | Pepe López |
| Día 1 | TC4   | B2     | 11.72 km  | 10:34 | Nil Solans | 7:33.9    | Nil Solans |
| Día 1 | TC5   | C1     | 9.89 km   | 13:30 | Pepe López | 7:35.3    | Pepe López |
| Día 1 | TC6   | D1     | 13.40 km  | 13:58 | Pepe López | 10:31.4   | Pepe López |
| Día 1 | TC7   | C2     | 9.89 km   | 15:39 | Cancelado  | Cancelado | Pepe López |
| Día 1 | TC8   | D2     | 13.40 km  | 16:07 | Nil Solans | 9:57.7    | Pepe López |

## Clasificación final
| Pos. | Piloto               | Copiloto           | Automóvil              | Tiempo    | Diferencia |
| ---- | -------------------- | ------------------ | ---------------------- | --------- | ---------- |
| 1.   | Pepe López           | Borja Rozada       | Citroën C3 R5          | 56:54.4   | 0.0        |
| 2.   | Nil Solans           | Marc Martí         | Škoda Fabia R5         | 57:01.8   | +7.4       |
| 3.   | José Luis Peláez     | Rodolfo del Barrio | Volkswagen Polo GTI R5 | 1:00:45.8 | +3:51.4    |
| 4.   | Alexander Villanueva | Xavi Amigó         | Škoda Fabia Rally2 evo | 1:01:41.4 | +4:47.0    |
| 5.   | Juan Carlos Quintana | Yeray Mújica       | Škoda Fabia R5         | 1:02:38.3 | +5:43.9    |
| 6.   | Daniel Marbán        | Víctor Ferrero     | Škoda Fabia R5         | 1:03:18.0 | +6:23.6    |
| 7.   | Eduard Pons          | Alberto Chamorro   | Škoda Fabia Rally2 evo | 1:04:06.8 | +7:12.4    |
| 8.   | Juan Pablo Castro    | Juan José Leal     | Škoda Fabia R5         | 1:04:11.0 | +7:16.6    |
| 9.   | Daniel Berdomás      | Antonio Solórzano  | Peugeot 208 Rally4     | 1:05:38.7 | +8:44.3    |
| 10.  | Vïctor Echave        | Diego Fuentes      | Peugeot 208 R2         | 1:06:29.2 | +9:34.8    |